# Un mari à louer
Un mari à louer (A Holiday Engagement) est un téléfilm américain réalisé par Jim Fall et diffusé le 27 novembre 2011 sur Hallmark Channel.

## Synopsis
Alors que Thanksgiving approche, Hillary se fait plaquer par son petit ami. Ce qui ne pouvait pas plus mal tomber. En effet, elle n'ose pas venir seule au souper familial, de peur de subir les réprimandes de sa mère, une femme autoritaire et exigeante. Elle décide donc d'engager David, un bel artiste, pour jouer son fiancé durant le week-end. Ce qui n'était censé être qu'une prestation, va doucement prendre le pas sur la réalité…

## Fiche technique
- Titre original : A Holiday Engagement
- Réalisateur : Jim Fall
- Scénario : Barbara Kymlicka et Jim Fall
- Musique : Kerry Muzzey (en)
- Photographie : John Matysiak
- Montage : Margaret Goodspeed
- Durée : 100 minutes
- Pays : États-Unis
- Première diffusion en France : le 6 décembre 2011 sur TF1

## Distribution
- Bonnie Somerville (VF : Laura Préjean) : Hillary Burns
- Jordan Bridges (VF : Alexis Victor) : David
- Shelley Long (VF : Brigitte Virtudes) : Meredith Burns
- Sam McMurray (VF : Michel Dodane) : Roy Burns
- Haylie Duff (VF : Nathalie Bienaimé) : Trisha Burns
- Carrie Wiita (VF : Caroline Sahuquet) : Joy Burns
- Susie Castillo : Lindsay
- Jennifer Elise Cox : Connie
- Christopher Goodman : Peter
- Chris L. McKenna : Jason King
- Tomas Kolehmainen : Gill
- Sam Horrigan (VF : Loïc Houdré) : Greg
- Edi Patterson (en) (VF : Ingrid Donnadieu) : Sophie